# Bolszoj Barandat
Bolszoj Barandat (ros. Большой Барандат) – wieś (sieło) w Rosji, w obwodzie kemerowskim, w rejonie tisulskim. W 2010 liczyła 590 mieszkańców.